# Koninkrijk Schotland

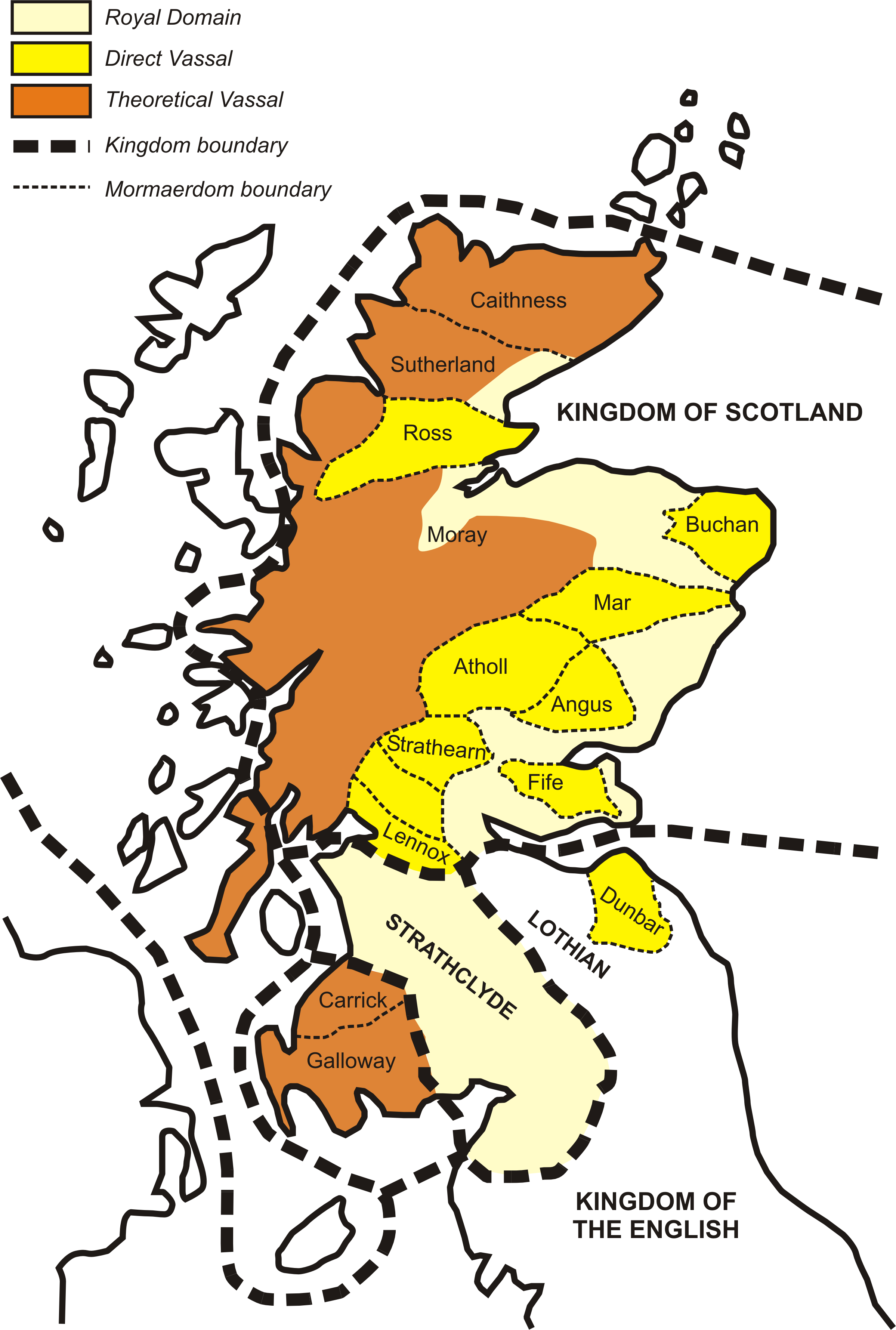
Het Koninkrijk Schotland

Het koninkrijk Schotland (Schots-Gaelisch: Rìoghachd na h-Alba, Schots: Kinrick o Scotland) was een staat in West-Europa die bestond uit het noordelijke deel van het eiland Groot-Brittannië, het huidige Schotland.

## Geschiedenis
Het koninkrijk Schotland ontstond onder de naam koninkrijk Alba in 843, toen het land, volgens overleveringen, werd verenigd onder leiding van Kenneth I (Schots-Gaelisch: Coinneach mac Ailpein). Alba (IPA: [ˈaɫəpə]) is de oud- en modern Gaelische naam voor Schotland. Over de herkomst van Kenneth I zijn de historici het niet eens. Volgens sommige bronnen was hij sinds 840 de vorst van Dalriada, een Schots vorstendom in de westelijke hooglanden. In 843 maakte hij zich meester van de troon van de Picten, die vacant was sinds de Vikingen in 839 het heersende vorstenhuis hadden uitgeroeid.
Aanvankelijk besloeg het koninkrijk Schotland of Alba het gebied ten noorden van de rivieren Forth en Clyde. In de loop der tijden werden andere koninkrijken ten zuiden daarvan en aan de noordelijke kust veroverd, waarmee de tegenwoordige grenzen werden bereikt.
Van 1262 tot 1266 woedde de Schots-Noorse Oorlog, om het bezit van de Hebriden en het eiland Man.
In 1603 werden het koninkrijk Engeland en het koninkrijk Schotland verenigd onder één heerser, Jacobus I van Engeland/Jacobus VI van Schotland in een personele unie, maar pas in 1707 werd met de Act of Union de staat opgeheven doordat het Parlement van Schotland zichzelf ontbond. Hierdoor ontstond het koninkrijk Groot-Brittannië.